# Alfred Chastanet
Alfred Chastanet, francoski general, * 1874, † 1946.